# Consejo Nacional de Gobierno 1963-1967
El Consejo Nacional de Gobierno que gobernó Uruguay en el periodo 1963 - 1967 resultó elegido en las elecciones de noviembre de 1962.  
Como continuó el Partido Nacional por segunda vez consecutiva en el gobierno tras su histórica victoria electoral en 1958, suele hacerse referencia al mismo cómo "el segundo colegiado blanco".

## Composición
En el periodo entre 1963 y 1967, también con mayoría del Partido Nacional, estuvo integrado por seis consejeros, todos ellos pertenecientes a la Unión Blanca Democrática. En el caso del Partido Colorado continuó con tres asientos en el consejo, dos de ellos pertenecientes a la Lista 15 y uno por la Unión Colorada y Batllista. 
Presidieron sucesivamente el cuerpo: Daniel Fernández Crespo, Luis Giannattasio, Washington Beltrán Mullin y Alberto Héber Usher. 
| ← IV Consejo Nacional de Gobierno → 1963 - 1967 | ← IV Consejo Nacional de Gobierno → 1963 - 1967                    | ← IV Consejo Nacional de Gobierno → 1963 - 1967               | ← IV Consejo Nacional de Gobierno → 1963 - 1967                                                    | ← IV Consejo Nacional de Gobierno → 1963 - 1967                                                           |
| ----------------------------------------------- | ------------------------------------------------------------------ | ------------------------------------------------------------- | -------------------------------------------------------------------------------------------------- | --- |
| Partido político                                |                                                                    | Partido Nacional (como oficialismo)                           | Partido Nacional (como oficialismo)                                                                | Partido Nacional (como oficialismo)                                                                       |
| Partido político                                | Partido Colorado (como minoría)                                    |                                                               | | |
| Cargo                                           | Cargo                                                              | Nombre                                                        | Imagen                                                                                             | Referencias y notas                                                                                       |
| Presidente del Consejo Nacional de Gobierno     |                                                                    | Daniel Fernández Crespo 1 de marzo de 1963-1 de marzo de 1964 | | |
| Presidente del Consejo Nacional de Gobierno     | Luis Giannattasio 1 de marzo de 1964- 15 de febrero de 1965        |                                                               | | |
| Presidente del Consejo Nacional de Gobierno     | Washington Beltrán Mullin 7 de febrero de 1965 -1 de marzo de 1966 |                                                               | | |
| Presidente del Consejo Nacional de Gobierno     | Alberto Héber Usher 1 de marzo de 1966 - 1 de marzo de 1967        |                                                               | | |
| Cargo                                           | Cargo                                                              | Nombre                                                        | Imagen                                                                                             | Referencias y notas                                                                                       |
| Consejeros de Gobierno                          |                                                                    | Alfredo Puig Spangenberg 1964-1967                            | | Reemplaza a Daniel Fernández Crespo quien luego de dejar la presidencia fallece en el cargo de consejero. |
| Consejeros de Gobierno                          | Alejandro Zorrilla de San Martín 1965-1967                         |                                                               | Reemplaza a Luis Giannattasio quien luego de dejar la presidencia fallece en el cargo de consejero | |
| Consejeros de Gobierno                          | Carlos María Penadés 1963-1967                                     |                                                               | | |
| Consejeros de Gobierno                          | Héctor Lorenzo y Losada 1963-1967                                  |                                                               | | |
| Consejeros de Gobierno                          | Amílcar Vasconcellos 1963-1967                                     |                                                               | | |
| Consejeros de Gobierno                          | Alberto Abdala 1963-1967                                           |                                                               | Consejero titular porque Luis Batlle Berres renuncia al cargo antes de asumir                      | |
| Consejeros de Gobierno                          | Óscar Diego Gestido 1963-1966                                      |                                                               | Renunció en 1966 para presentarse como candidato para las elecciones de ese mismo año.             | |
| Consejeros de Gobierno                          | Augusto Legnani 1966-1967                                          |                                                               | Consejero titular tras la renuncia de Óscar Gestido                                                | |

## Gabinete
El gabinete estuvo integrado por miembros tanto como del Herrerismo y la Unión Blanca Democrática del Partido Nacional.
| Gabinete 1963-1967                     | Gabinete 1963-1967                           | Gabinete 1963-1967                  | Gabinete 1963-1967 |
| -------------------------------------- | -------------------------------------------- | ----------------------------------- | ------------------ |
| Cargo                                  | Nombre                                       |                                     | Sector             |
| Interior                               | Felipe Gil 1963 - 1965                       | Unión Blanca Democrática            |                    |
| Interior                               | Adolfo Tejera 1965 - 1966                    | Unión Blanca Democrática            |                    |
| Interior                               | Nicolás Storace Arrosa 1966 - 1967           | Herrerismo Ortodoxo                 |                    |
| Relaciones Exteriores                  | Alejandro Zorrilla de San Martín 1963 - 1965 | Herrerismo Ortodoxo                 |                    |
| Relaciones Exteriores                  | Luis Vidal Zaglio 1965 - 1967                | Herrerismo Ortodoxo                 |                    |
| Hacienda                               | Salvador Ferrer Serra 1963                   | UBD-Movimiento Popular Nacionalista |                    |
| Hacienda                               | Raúl Ybarra San Martín 1963 - 1964           | -                                   |                    |
| Hacienda                               | Daniel Hugo Martins 1964 - 1966              | Unión Blanca Democrática            |                    |
| Hacienda                               | Dardo Ortiz 1966 - 1967                      | Unión Blanca Democrática            |                    |
| Defensa Nacional                       | General Modesto Rebollo 1963 - 1964          | -                                   |                    |
| Defensa Nacional                       | General Pablo Moratorio 1964 - 1967          | -                                   |                    |
| Instrucción Pública y Previsión Social | Juan Pivel Devoto 1963 - 1967                | -                                   |                    |
| Obras Públicas                         | Isidoro Vejo Rodríguez 1963 - 1967           | -                                   |                    |
| Industria y Trabajo                    | Walter Santoro 1963 - 1964                   | Herrerismo                          |                    |
| Industria y Trabajo                    | Francisco Mario Ubillos 1964 - 1967          | Herrerismo                          |                    |
| Salud Pública                          | Aparicio Méndez 1963 - 1964                  | Nac. Intr.                          |                    |
| Salud Pública                          | Francisco Rodríguez Camusso 1964 - 1967      | Unión Blanca Democrática            |                    |
| Ganadería y Agricultura                | Wilson Ferreira Aldunate 1963 - 1967         | UBD-Lista 400                       |                    |

## Actividad de gobierno

El presidente Joao Goulart en su visita al Uruguay en 1963.

La composición de la mayoría gobernante, en realidad había sido fruto de acuerdos preelectorales; y no tardarían en manifestarse fuertes desavenencias entre los miembros del CNG. Fueron frecuentes las votaciones divididas en su seno.
El segundo colegiado blanco tuvo una dura tarea en materia económica, con amenazas de inflación y estancamiento; varios titulares rotaron por la cartera de Hacienda. También debieron hacer frente a los inicios de una escalada de extremismo que se profundizaría a fines de los años 1960: los primeros atentados a manos de la guerrilla urbana de los Tupamaros, y una interna militar con un silencioso ascenso de militares con ideas golpistas, como el general Mario Aguerrondo (cuyo ascenso fue resistido por el presidente del CNG Washington Beltrán Mullin). Se comienza a aplicar el instituto de las medidas prontas de seguridad.
El sistema de gobierno colegiado terminó desprestigiado por su inoperancia. Pronto se harían realidad propuestas de reforma constitucional, que se plasmarían en el plebiscito realizado en simultánea con las elecciones de 1966, tras el cual entraría en vigencia la nueva Constitución que restauró el sistema de presidencia unipersonal.